# 夕焼けSHUTTLE
夕焼けSHUTTLE（ゆうやけシャトル）は、FM NACK5で放送されていたラジオ番組。

## 概要
埼玉県さいたま市大宮区の大宮駅西口アルシェ5階にあるCDショップ、HMV大宮アルシェ店内のサテライトスタジオ「STUDIO ARCHE」から公開生放送していた。アシスタントで、NACK5ニュースアナウンサーが日替わりで担当しているが、NACK5のアナウンサーが番組全編にわたって出演するのは初めて。
前番組では番組ホームページが開設されていたが、本番組ではブログを開設している。また、Twitterの番組公式アカウント (@ys795) があり、放送中つぶやくことがある。番組ハッシュタグは#ys795。
- 2011年4月4日 放送開始。東日本大震災の影響で、NACK5本社スタジオからの放送となる。
- 2011年4月19日 STUDIO ARCHEからの放送開始。
- 2011年5月2日 15分番組 HAYALIUTA(のちにV-ROCK INDEX)のスタートに伴い、番組終了が19時45分になる。

## 放送時間
- 月-木曜日 - 17:00 - 19:45

## パーソナリティ
- 黒田治
- NACK5ニュースアナウンサー（日替わりで出演） 
  - 重松和世（2011年4月 - 2014年3月31日）主に月曜日を担当。
  - 中西真貴（2013年11月5日 - 2014年3月25日）主に火曜日を担当。
  - 中村直美（2012年4月4日 - 2014年3月26日）主に水曜日を担当。
  - 青山絵美（2011年7月6日 - 2014年3月27日）主に木曜日を担当。
- ライオンズレポート:工藤むつみ

### 過去
- 植田有紀子（NACK5ニュースアナウンサー。- 2011年12月25日）
- 二階堂絵美（2011年4月 - 2012年3月）
- 高橋友希（2012年1月 - 9月）
- 吉原美香（2012年10月2日 - 2013年10月29日）
- 千代綾香（ - 2011年12月） TODAY'S LIONS担当。

## タイムテーブル
- 17:00 オープニング
- 17:03 Headline News
- 17:10 NACK5 TRAFFIC
- 17:14 News Blend (PART1)

一日のニュースの中からいくつかをピックアップし、黒田が解説を交えて送る。
- 17:23 NACK5 TRAFFIC
- 17:25 News Blend (PART2)
- 17:37 NACK5 TRAFFIC
- 17:40 SUZUKIのKザブロー
- 17:50 Lions Report

ライオンズレポーターの工藤むつみが、埼玉西武ライオンズの最新情報や試合の直前情報を伝える。
- 18:03 NACK5 NEWS
- 18:06 NACK5 TRAFFIC
- 18:08 NACK5 WEATHER
- 18:10 今日の押さえドコ

気になるニュース、生活情報、話題等について、その分野の専門家に電話をつなぎ、話を伺う。
- 18:20 (月)LOVE LIFE MAGAZINE    (水)ANNIVERSAIRE WEDDING LETTER
- 18:30 NACK5 TRAFFIC
- 18:35 スポファイ!

様々なスポーツ選手・チームを、インタビューなどを交えながら紹介する。
- 19:00 Headline News
- 19:03 NACK5 TRAFFIC
- 19:05 NACK5 WEATHER
- 19:10 Guest Part（ゲストコーナー）
- 19:30 NACK5 TRAFFIC
- 19:42 エンディング

## SUZUKIのKザブロー
前番組から続くスズキがスポンサーの箱番組。パーソナリティーは ケイザブロー。日替わりのコーナーで構成される。
- 月  「心に残る名言クイズ」  有名人や著名人が発した名言を、穴埋め形式のクイズで紹介する。
- 火  「押忍!三ツ星グルメ街道」 サービスエリア、道の駅などで食べられる、ドライブの時にオススメのグルメを紹介する。
- 水  「オーマイゴッドニュース」 リスナーのオーマイゴッドと感じたエピソードを紹介する。
- 木  「Driving Memories」 リスナーのドライブにまつわるエピソード、ドライブの時に聞きたい曲を紹介する。

2014年4月1日より、17:50 - 18:00の独立番組として放送していたが2018年9月27日を以って終了。

## 過去のコーナー
- BANZUKE!番付!! - 黒田が気になるランキングを紹介する。2012年3月29日をもって終了した。
- 黒田治の今日の一言 - その日のニュースや最近思っていることを、黒田治がリスナーに向けて話すフリートークのコーナー。
- みんなのスポーツ みんスポ! - あらゆるスポーツの魅力を週替わりで4日間に渡り伝える。実際にスポーツをやっている選手やスポーツインストライターがゲストや生電話で登場することがある。

## ピンチヒッターウィーク
黒田治が夏休みで、番組を1週間欠席する際に、休み前のエンディングでピンチヒッターのパーソナリティが告知される。なお、ピンチヒッターを担当するパーソナリティによっては、ニュース解説を無くしたり、番組内容を変えたりすることもある。

## 参考
- NACK5内公式サイト